# Torre de Beyaert
La Torre de Beyaert o Torre de Tournai (Tour Beyaert o Tour de Tournai en francès; Toren van Beyaert o Toren van Doornik en neerlandès) és un edifici situat al parc del Cinquantenari de Brussel·les, la capital de Bèlgica.
La torre es va construir per a l'Exposició Nacional amb motiu del cinquantè aniversari de la independència de Bèlgica, el 1880. El seu arquitecte va ser Henri Beyaert. La torre té l'estatus de monument protegit des del 18 de novembre del 1976.

## Descripció
La torre, d'estil eclèctic amb característiques sobretot del neogòtic, vol imitar un castell medieval, i el seu propòsit era demostrar les qualitats constructives de la pedra de Tournai, en el context de l'Exposició Nacional de Productes de la Indústria Belga. La pedra provenia de les pedreres Dumont-Duquenne, actualment tancades.
La construcció té una base cilíndrica que es va aprimant progressivament fins a la coberta. Al nivell del terra hi ha dues entrades oposades, als costats est i oest, d'arc de mig punt. Al pis superior, hi ha quatre petites finestres rectangulars i una balconada decorativa, amb quatre torres de guaita. A sota de cada torre hi ha una gàrgola. La torre està coronada amb un últim nivell més estret i una coberta de pedra que imita la pissarra.

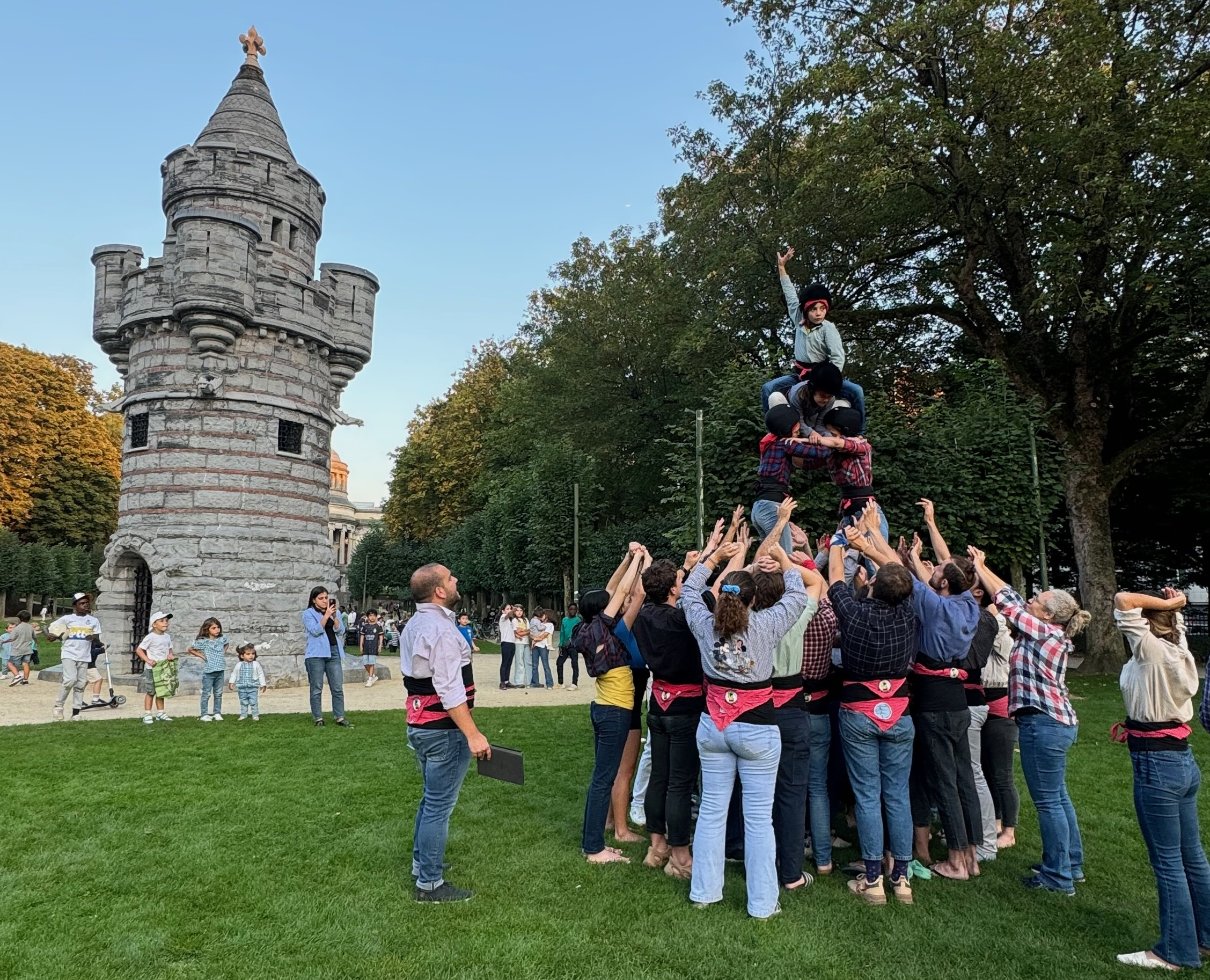
Assaig de la Colla Castellera Mannekes de Brussel·les davant de la Torre de Beyaert, el 2024.

L'arquitecte va signar l'obra amb el seu monograma sobre l'entrada est. El 1895 se li van afegir unes reixes de ferro forjat. El 2019 s'hi van completar uns treballs de restauració de tota l'estructura: es van netejar i restaurar els elements de pedra natural. També es va renovar la coberta. Les quatre gàrgoles, molt malmeses, es van substituir per rèpliques exactes. L'edifici és buit, tot i que s'hi pot observar la volta de maó amb quatre nervadures fines i una clau de volta de pedra.